# Цаган-Уснское сельское муниципальное образование
Цаган-Уснское сельское муниципальное образование — сельское поселение в Яшкульском районе Калмыкии. Административный центр - посёлок Цаган-Усн.

## География
Цаган-Уснское СМО расположено в южной части Яшкульского района, в пределах Прикаспийской низменности. В геоморфологическом отношении территория представляет собой слабоволнистую равнину, плавнопонижащуюся с запада на восток.
Цаган-Уснское СМО граничит:
- на севере с Яшкульским и Гашунским СМО Яшкульского района;
- на западе с Хартолгинским СМО Яшкульского района;
- на востоке с Тавнгашунским СМО Яшкульского района;
- на юге с Утсалинским и Светловским СМО Ики-Бульского района, а

также Сарульским и Адыковским СМО Черноземельского района.
Рельеф представлен системой водоразделов ориентированных с запада на восток. Вершины водоразделов узкие, сглаженные, часто с резковыражен-
ным микрорельефом в виде сусликовин, кочек, блюдцеобразными понижениями. Также на территории повсеместно встречаются массива песков, высота песчаных бугров 3-8 м. Характерно наличие солонцов и солончаковых понижений (саги, татары).

### Климат
Климат СМО резко континентальный с жарким и очень сухим летом и умеренно холодной и малоснежной зимой. Территория характеризуется значительным показателям суммарной солнечной радиации, выраженным годовым ходом температуры воздуха, небольшим количеством выпадающих осадков (среднегодовое количество - 251 мм). Малое количество осадков в сочетании с высокими температурами обусловливают сухость воздуха и почвы, а, следовательно, и большую повторяемость засух и суховеев. Общее число дней с суховеями составляет 100 - 120 дней.
Гидрография
Цаган-Уснское СМО характеризуется недостатком водных ресурсов и отсутствием значительных гидрографических объектов. Большинство водных объектов имеют искусственное происхождение и приурочены к Черноземельской оросительно-обводнительной системе.
Почвы
Почвы формируются на молодых породах каспийской морской толщи и поэтому отличаются высокой остаточной засоленностью. Основной тип почв, распространённый на территории СМО - бурые полупустынные солонцеватые почвы, которые залегают, в основном, в комплексах с солонцами.

## Население
| 2002 | 2010 | 2011 | 2012 | 2013 | 2014 | 2015 |
| ---- | ---- | ---- | ---- | ---- | ---- | ---- |
| 538  | ↘514 | ↗517 | ↘499 | ↘483 | ↘475 | ↘451 |
| 2016 | 2017 | 2018 | 2019 | 2020 | 2021 |      |
| ↗456 | ↗466 | ↘459 | ↘436 | ↘409 | ↗427 |      |

Численность населения Цаган-Уснского СМО на начало 2012 года составляет 575 человек. В административном центре - п. Цаган-Усн проживает 99,9% всей численности населения. Трудоспособное население составляет почти 70% общей численности. Доля населения младше трудоспособного возраста - 24,2%. При этом, доля «старого» населения составляет всего 7,6%. Главной проблемой демографического характера для Цаган-Уснского СМО выступает миграционный отток населения.

### Национальный состав
В муниципальном образовании проживают представители 4 народов. В этнической структуре преобладают два народа - калмыки (80,7 %) и даргинцы (16,9 %).

## Состав сельского поселения
В состав сельского поселения входят 2 населённых пункта
| № | Населённый пункт | Тип населённого пункта          | Население |
| - | ---------------- | ------------------------------- | --------- |
| 1 | Партизанский     | посёлок                         | ↗3        |
| 2 | Цаган-Усн        | посёлок, административный центр | ↘511      |

## Экономика
Главной отраслью специализации экономической деятельности для Цаган-Уснского СМО выступает животноводческая отрасль сельского хозяйства. Сельскохозяйственным производством занимаются СПК «Цаган-Усн-1», 38 КФХ и личные подсобные хозяйства. Промышленное производство на территории Цаган-Уснского СМО представлено единственным предприятием пищевой промышленности - хлебопекарней в п. Цаган-Усн.

## Транспортная инфраструктура
Территорию поселения пересекает автодорога Яшкуль - Комсомольский - Артезиан). От автодороги имеются асфальтированный подъезд к посёлку Цаган-Усн.